# Pusztacsalád
Pusztacsalád là một thị trấn thuộc hạt Győr-Moson-Sopron, Hungary. Thị trấn này có diện tích 24,06 km², dân số năm 2010 là 256 người, mật độ 11 người/km².